# Ivana Dojkić
Ivana Dojkić (Rijeka / Poreč, 24. prosinca 1997. ) je hrvatska košarkašica. Od sezone 2021./2022. članica je talijanskog Virtus Bolognia.
Igra na položaju razigravačice, a povremeno i povučene pucačice.
Igrala je za ŽKK Novi Zagreb s kojim je u kadetskoj konkurenciji osvojila naslov prvakinja, prvi trofej u povijesti kluba koja traje trideset i pet godina, a Ivana je bila najbolja igračica finala. Seniorskom sastavu pomogla je u plasmanu u hrvatsku A1 ligu. Bila je jedna od glavnih igračica hrvatske ženske kadetske reprezentacije, oko koje je izbornik Dean Nemec na europskom prvenstvu 2012. godine gradio igru. Poslije je igrala za Trešnjevku 2009. Bila je oslonac reprezentacije, koja je s njenim dobrim prosjekom od 16,5 koševa po utakmici osvojila deveto mjesto. Nastupila je na dva kadetska Europska prvenstva na kojima je bila četvrti strijelac natjecanja.
Završila je Športsku gimnaziju u Zagrebu uz mentorski način rada. Već sa 16 godina igrala je u Euroligi te je uskoro u istoj dobi napravila inozemni transfer, iz ŽKK Novi Zagreb u slovenski Athlete.